# Saeed Anwar
Saeed Anwar (ur. 14 października 1943 w Śekhupurze, zm. 15 lipca 2004 tamże) – pakistański hokeista na trawie. Trzykrotny medalista olimpijski.
Brał udział w trzech igrzyskach (IO 64, IO 68, IO 72), za każdym razem zdobywając medale: srebro w 1964 i 1972 oraz złoto w 1968.